# Stephanie Grant
Pour les articles homonymes, voir Grant.
Stephanie Grant, née le 21 mars 1987 à Hobart, est une judokate australienne.

## Carrière
Stephanie Grant remporte la médaille d'or de la catégorie des moins de 78 kg lors des Championnats d'Océanie de judo 2008 à Christchurch. La même année, elle est éliminée en huitièmes de finale du tournoi de judo aux Jeux olympiques d'été de 2008 en moins de 78 kg par la Canadienne Marylise Lévesque. Toujours dans cette catégorie, elle est médaillée d'argent aux Championnats d'Océanie de judo 2010 à Canberra ainsi qu'aux Championnats d'Océanie de judo 2011 à Papeete.